# Mesochorus terminalis
Mesochorus terminalis är en stekelart som beskrevs av Dasch 1974. Mesochorus terminalis ingår i släktet Mesochorus och familjen brokparasitsteklar. Inga underarter finns listade i Catalogue of Life.